# Francisco Cotoner y Salas
D. Francisco Cotoner y Salas, hijo de Miguel Cotoner Sureda y Leonor de Salas. Natural de Palma de Mallorca, nacido el 1 de marzo de 1724. 
Casó en febrero de 1755 con D." Melchora Despuig y Dameto, sobrina suya por ser hija del tercer Conde de Montenegro  D. Ramón Despuig y Cotoner, el cual era a su vez hijo del segundo conde de Montenegro D. Juan Despuig y Martinez de Marcilla y de su esposa Dña Juana Cotoner v Sureda, tía carnal de D, Francisco.
Cuando la proclamación de Fernando VI de España y con motivo de las fiestas que se hicieron en Palma para solemnizar la subida al trono de este monarca, le vemos tomar parte, juntamente con su hermano D. Antonio en el torneo celebrado en Palma día 7 de enero de 1747, figurando esta curiosa noticia en un interesante folleto que describe con minuciosidad de detalles aquellas solemnes fiestas.
Su nombre figura por última vez en la Guía de forasteros en Madrid de 1807 y en 7 de lulio de este año falleció de calenturas, con testamento que habla otorgado el 19 de septiembre de 1793 ante Francisco Pujol y codicilo del 26 de abril de 1807 ante el notario. Fue enterrado el día siguiente de su fallecimiento en la capilla de la Purísima de Santo Domingo 

## Vida Pública
En virtud de Real despacho de 22 de febrero de 1752, obtuvo el empleo de Regidor de Palma de Mallorca, en clase de caballero, hasta el 15 de noviembre de 1763. 
En 1764 se formó la Milicia provincial habiendo solicitando su ingreso fue Capitán de una de las compañías de fusileros. El 4 de marzo de 1783 fue nombrado capitán de granaderos, habiendo ascendido a teniente coronel graduado de infantería el 13 de junio de 1788.
Ascendió a coronel entrando en el ejército regular de la misma el 13 de enero de 1794.  El 1 de septiembre de 1795 alcanzó el empleo de Brigadier.

## Acciones de Guerra
Durante la Guerra del Rosellón se halló decidido en al frente de sus compañías con pundonor militar el juramento hecho a sus banderas.

### Tolón
Asistió con dos compañías de Granaderos al ataque a Tolón. En aquel suceso estuvo destacado en las baterías de San Luis y Balaguer y a las de Malbusquets, sosteniendo en esta última el 30 de noviembre la retirada de las tropas. 

### Cataluña
En Cataluña  estuvo destacado desde el 7 de agosto de 1794 en los puertos de primera línea de Masarach, Espolla y Mollet. En la noche del 16 de septiembre fue enviado por el Mariscal de campo Belvis con las dos compañías de granaderos las baterías de costa. El 19 de noviembre a cargo del segundo batallón salió a reforzar el puesto de Pont de Molins. Donde tuvo a su cargo la defensa de la batería llamada del Barranco.
Durante su estancia en Barcelona de 1795 promovió  allí el culto a la Beata Catalina Tomás, de la que era gran devoto, y mandó construirle una
capilla en la Iglesia de San Agustín de aquella ciudad, obra de un artista valenciano.